# Johannes Ronge
Johannes Ronge,  född den 16 oktober 1813 i Bischofswalde i Schlesien, död den 26 oktober 1887 i Wien, var en tysk präst, upphovsman till den så kallade tysk-katolska rörelsen.
Ronge var kaplan i Grottkau i Schlesien, sedermera en tid lärare i Laurahütte. På grund av sina artiklar mot Rom suspenderades han av domkapitlet i Breslau och drabbades av exkommunikation, när han 1844 uppträdde mot biskop Wilhelm Arnoldi i Trier, som låtit utställa Jesu kjortel. Ronge utvecklade livlig agitation, så mycket mer som likartade frihetsrörelser framträdde här och där. Ronge intog en avancerad teologisk och religiös ståndpunkt. Han hade exempelvis i sin församling infört ett moderniserat apostolicum. Ronge måste, efter att ha deltagit i den demokratiska rörelsen, bland annat som medlem av "vorparlamentet" 1848, på grund av ett öppet brev till kung Fredrik Vilhelm IV av Preussen vistas utom Tysklands gränser 1849–1861. Han dog glömd.